# Aufstand am Hamaguri-Tor

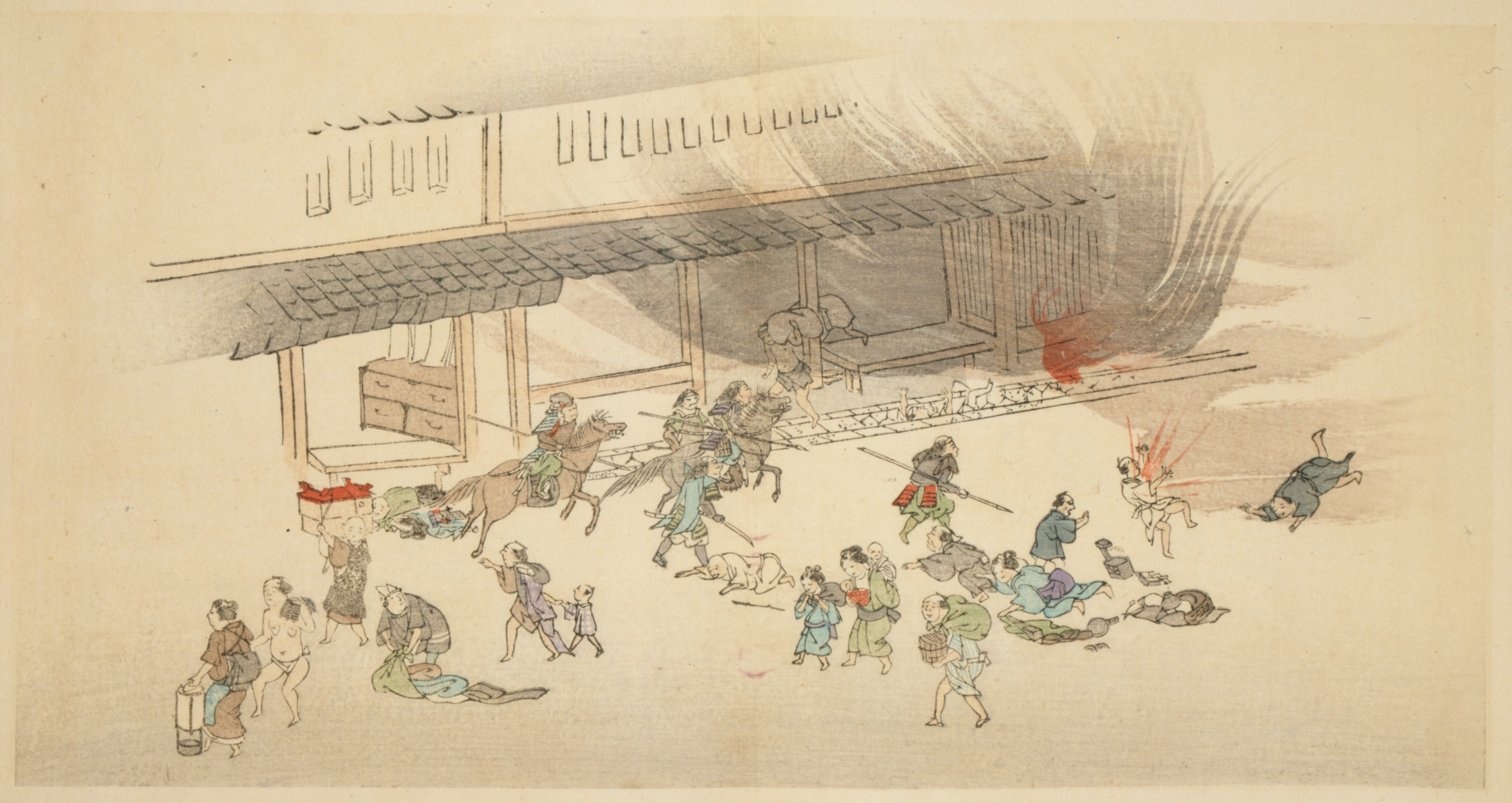
Farbholzschnitt von Mori Yūzan (森 雄山) 1893 nach einer Zeichnung von Maekawa Gorei (前川 五嶺)

Der Aufstand am Hamaguri-Tor (jap. 蛤御門の変, Hamaguri-gomon no Hen) bzw. Aufstand an den Verbotenen Toren (禁門の変, Kinmon no Hen) fand am 20. August 1864 in Kyōto statt. Er spiegelte die Unzufriedenheit prokaiserlicher bzw. fremdenfeindlicher Bevölkerungsgruppen (sonnō jōi) wider.

## Der Aufstand und seine Folgen
1863, nahezu ein Jahr zuvor, waren die Samurai der Chōshū-Domäne, die am 30. September einen Staatsstreich versucht hatten, aus Kyōto vertrieben worden. Nach dem Ikedaya-Zwischenfall (池田屋事件) vom 8. Juli, bei dem viele Chōshū-Aktivisten von Agenten des Shōgunats getötet worden waren, wurde dann eine von Maki Yasuomi (真木 保臣; 1813–1864) und anderen vorgeschlagene Gegenattacke von Chōshu offiziell unterstützt.
Chōshū-Truppen marschierten nach Kyōto und forderten Pardon für die kaisertreuen Adligen, die beim September-Coup hatten fliehen müssen. Als Maki und Kuzaka Genzui (1840–1864), ein weiterer Extremer des Chōshū-han, am 20. August versuchten, in die Stadt einzudringen, wurden sie von Truppen der Domänen Satsuma, Aizu und Kuwana zurückgeschlagen.  Die Kämpfe führten zu größeren Bränden in der Stadt.
Kusaka und Maki nahmen sich kurz darauf das Leben. Chōshū wurde zum „Feind des Hofes“ erklärt, das Shogunat musste auf Anordnung des Hofes eine Strafexpedition aussenden, die erste der „Chōshū-Expeditionen“.